# Songs from the West Coast
Songs from the West Coast – dwudziesty siódmy studyjny album brytyjskiego piosenkarza Eltona Johna. Wydany został 1 października 2001 (poza Stanami Zjednoczonymi, gdzie ukazał się dzień później). Wielu krytyków wyraziło opinię, jakoby tą płytą pianista powrócił do swej dawnej bazy muzycznej opartej przede wszystkim na fortepianie. John także na nowo sformował swój dawny skład (w tym perkusistę Nigela Olssona). Z tego wydawnictwa „I Want Love” wydany na singlu i zarazem nominowany do nagrody Grammy, „Original Sin” oraz „This Train Don’t Stop There Anymore” stały się hitami.
W utworze „American Triangle” na tylnych wokalach występuje Rufus Wainwright. Piosenka opowiada o zamordowanym geju – Matthew Shepardzie, który był znajomym Rufusa.
Restauracja widoczna na okładce albumu to „Rae’s Restaurant”, która często bywa używana jako miejsce kręcenia wielu filmów z akcją w Los Angeles (Prawdziwy romans z 1993, czy pochodzący z 2005 Królowie Dogtown). Partner życiowy Eltona David Furnish oraz współpracownik muzyka – Bob Halley widoczni są na załączonej do albumu rozkładówki: Furnish jako kowboj przy barze, a Halley jako człowiek, któremu policjanci zakładają kajdanki.
Album jest dedykowany Matthew Shepardowi (opowiada o nim utwór „American Triangle”), Oliverowi Johnstone’owi, oraz Daveyowi Johnstone’owi – gitarzyście współpracującemu z Eltonem.

## Spis utworów
1. „The Emperor’s New Clothes” – 4:28
2. „Dark Diamond” – 4:26
3. „Look Ma, No Hands” – 4:22
4. „American Triangle” – 4:49
5. „Original Sin” – 4:49
6. „Birds” – 3:51
7. „I Want Love” – 4:35
8. „The Wasteland” – 4:21
9. „Ballad of the Boy in the Red Shoes” – 4:52
10. „Love Her Like Me” – 3:58
11. „Mansfield” – 4:56
12. „This Train Don’t Stop There Anymore” – 4:39

## Strony B
| Utwór                                | Format                                   |
| ------------------------------------ | ---------------------------------------- |
| "God Never Came There"               | I Want Love CD (UK)                      |
| "The North Star"                     | I Want Love CD (UK)                      |
| "Did Anybody Sleep with Joan of Arc" | This Train Don’t Stop There Anymore (UK) |

## Teledyski
- W teledysku do piosenki „I Want Love” występuje aktor Robert Downey Jr.
- W teledysku do „This Train Don’t Stop There Anymore” w rolę młodego Eltona wcielił się Justin Timberlake.
- W teledysku do „Original Sin” występuje Elizabeth Taylor i Mandy Moore. Elton John występuje tu jako ojciec postaci granej przez Mandy Moore i męża kobiety granej przez Elizabeth Taylor. Moore jest tu główna postacią, wielką fanką Eltona z lat siedemdziesiątych.